# Maison au 30 rue de la République à Bourg-en-Bresse
La Maison du 30 rue de la République est une maison située à Bourg-en-Bresse, dans le département de l'Ain, au 30 rue de la République, à l'intersection avec l'impasse Littré.

## Présentation
La maison fait l'objet d'une inscription au titre des Monuments historiques, en date du 28 juillet 1947 (façades et toitures). 